# Daryl Sabara
Daryl Christopher Sabara est un acteur américain né le 14 juin 1992 à Torrance, Californie.

## Biographie
Il a notamment joué dans la saga Spy Kids aux côtés d'Alexa Vega, Antonio Banderas, Matt O'Leary et Carla Gugino, où il incarne Juni Cortez, rôle qui le rendit célèbre.
Il a aussi fait la voix du petit garçon dans Le Pôle express (2004) et a joué dans Keeping Up with the Steins, dans Mes voisins les Yamada (2005), dans Halloween (2007) et dans Le Roi de Las Vegas (Father of the Pride) (2006).
Il fait une apparition au théâtre dans The Catskill Sonata (2007).

## Vie privée
Le 22 décembre 2017 (date d'anniversaire de la chanteuse), il s'est fiancé à Meghan Trainor, qu'il a épousée le 22 décembre 2018.
Le 7 octobre 2020, la chanteuse a annoncé sur son compte Instagram être enceinte de leur premier enfant.
Via leurs comptes Instagram, ils annoncent la naissance de leur fils Riley le 8 février 2021.
Le 30 janvier 2023, le couple annonce attendre son deuxième enfant.

## Filmographie sélective
| Année     | Titre                                      | Rôle                   |
| --------- | ------------------------------------------ | ---------------------- |
| 2001      | Spy Kids                                   | Juni Cortez            |
| 2002      | Spy Kids 2 : Espions en herbe              | Juni Cortez            |
| 2003      | Trading Spaces: Boys vs. Girls             | lui-même               |
| 2003      | Friends - saison 10, épisode 2             | Owen                   |
| 2003      | Spy Kids 3 : Mission 3D                    | Juni Cortez            |
| 2004      | Le Pôle express                            | Le héros               |
| 2005      | Dr House - saison 1, épisode 13            | Gabe Reillich          |
| 2005-2012 | Weeds (série TV)                           | Tim Scottson           |
| 2006      | Esprits criminels, saison 2, épisode 2     | Kevin                  |
| 2006      | Keeping Up with the Steins                 | Benjamin "Ben" Fielder |
| 2007      | Her Best Move                              | Doogie                 |
| 2007      | Halloween                                  | Wesley Rhoades         |
| 2007      | Normal Adolescent Behavior                 | Nathan                 |
| 2007      | Les Sorciers de Waverly Place (2 épisodes) | T.J. Taylor            |
| 2009      | April Showers                              | Jason Gates            |
| 2009      | Le Drôle de Noël de Scrooge                | Peter Cratchit         |
| 2009      | World's Greatest Dad                       | Kyle                   |
| 2009      | Pas si simple                              | Edward                 |
| 2010      | Machete                                    | Julio                  |
| 2011      | Spy Kids 4: Tout le temps du monde         | Juni Cortez            |
| 2012      | John Carter                                | Edgar Rice Burroughs   |
| 2012      | Grimm -saison 1, épisode 10                | Hanson                 |
| 2013      | The Green Inferno                          | Nick                   |
| 2013      | The Philosophers                           | Chips                  |